# Rózsavölgyi Lajos
Rózsavölgyi Lajos, Rosenthal (Titel, 1926. május 14. – Szeged, 1995. február 2.) labdarúgó, csatár.

## Pályafutása
A Szegedi AK csapatában kezdte a labdarúgást. 1949-ben Kispestre igazolt. Tagja volt a Bp. Honvéd első bajnokcsapatának az 1949–50-es idényben. 1950-ben visszatért Szegedre a Szegedi Honvéd csapatához. A klub 1953-as megszűnésig itt játszott. A Szegedi Honvéd helyét a Szegedi Haladás vette át, amely Rózsavölgyit is leigazolta. Itt 1956 végéig szerepelt a csapatban.

## Sikerei, díjai
- Magyar bajnokság
  - bajnok: 1949–50